# Sint-Martinuskerk (Sangatte)

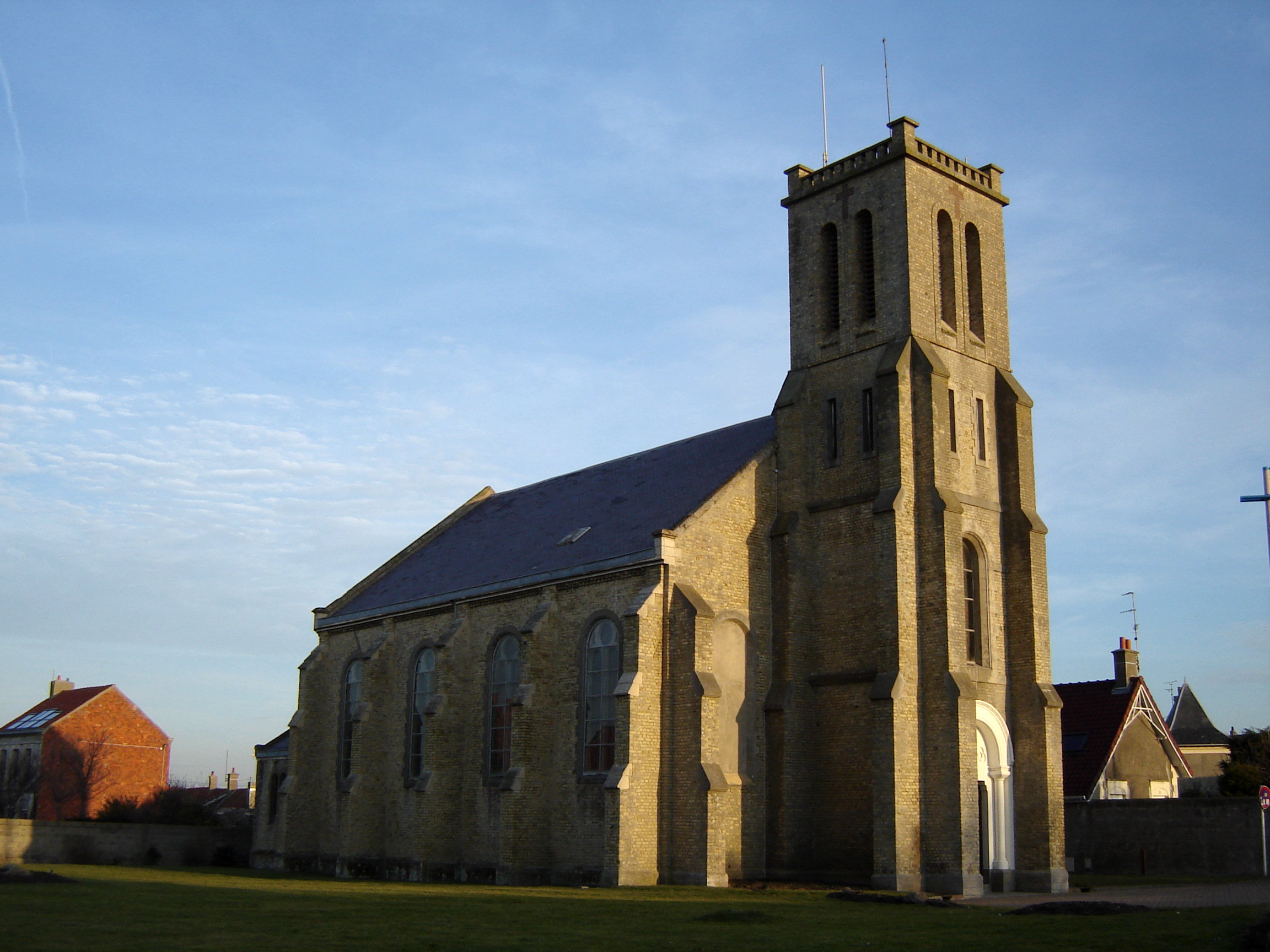
Sint-Martinuskerk

De Sint-Martinuskerk (Église Saint-Martin) is de parochiekerk van de in het departement Pas-de-Calais gelegen plaats Sangatte.

## Geschiedenis
Een oudere kerk, die in verval was geraakt zou worden vervangen door een nieuwe kerk, die van 1868-1870 tot stand kwam. Het was een driebeukige kerk met voorgebouwde toren, voorzien van een spits met daarop een koperen haan. De bouwstijl heeft neoromaanse en neogotische elementen.
Een orkaan op 4 januari 1903 vernielde echter de spits en bracht ook schade toe aan de gevels. In juni 1903 was een nieuwe spits gereedgekomen maar de tornado van 10 september 1903 vernielde de spits opnieuw. Sindsdien heeft men het daarbij gelaten.
In 1942 werd de toren door de Duitse bezetter iets verhoogd om als uitkijkpost te dienen. De kerk was niet meer toegankelijk voor de gelovigen. In augustus 1944 werden door een Canadese tank een aantal granaten afgevuurd waarbij dit bovendeel beschadigd werd. Na enkele vergeefse reparaties werd het niet meer opgebouwd.